# Stellaria nipponica
Stellaria nipponica är en nejlikväxtart som beskrevs av Jisaburo Ohwi. Stellaria nipponica ingår i släktet stjärnblommor, och familjen nejlikväxter. Utöver nominatformen finns också underarten S. n. yezoensis.

## Bildgalleri

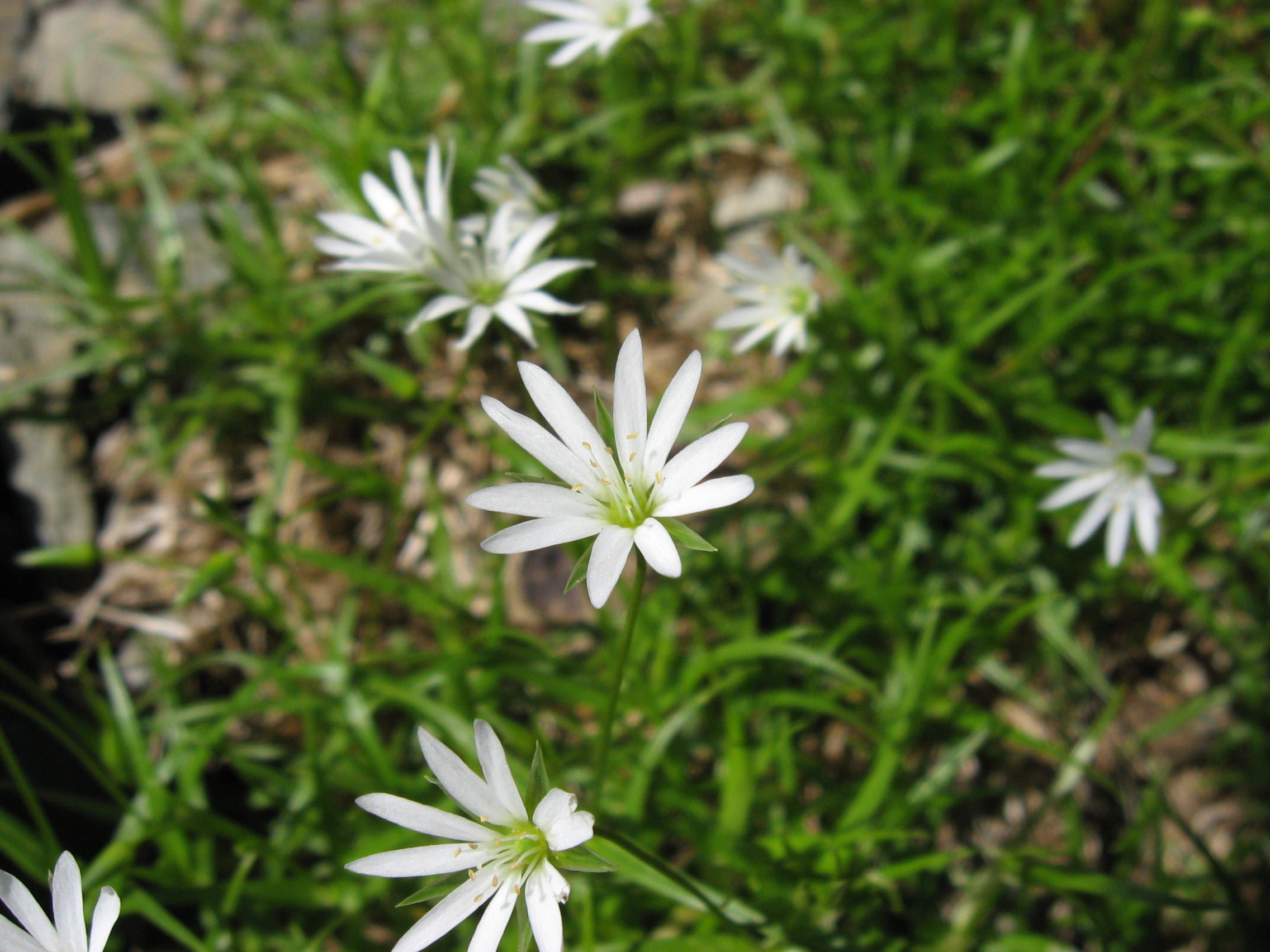
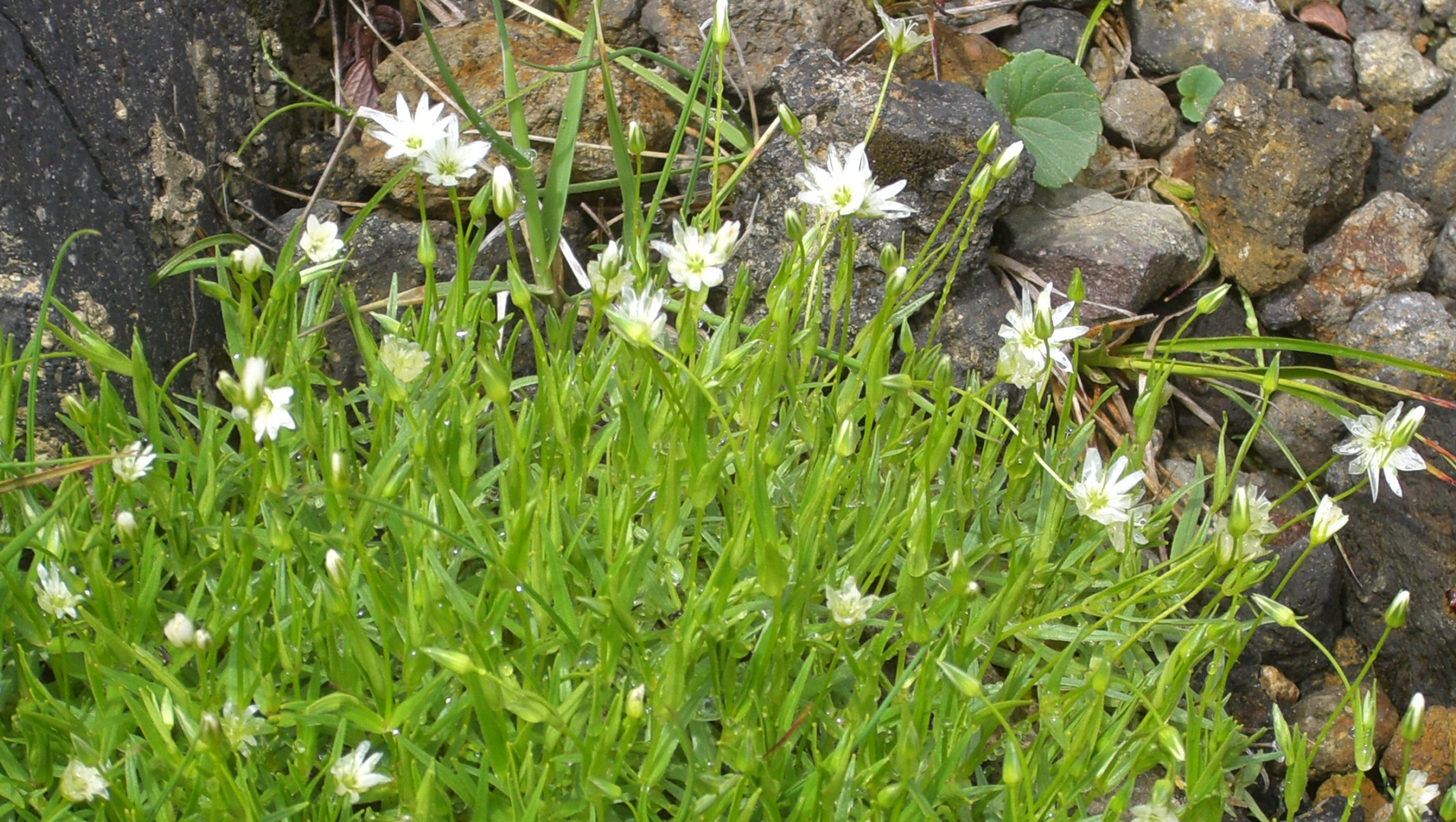
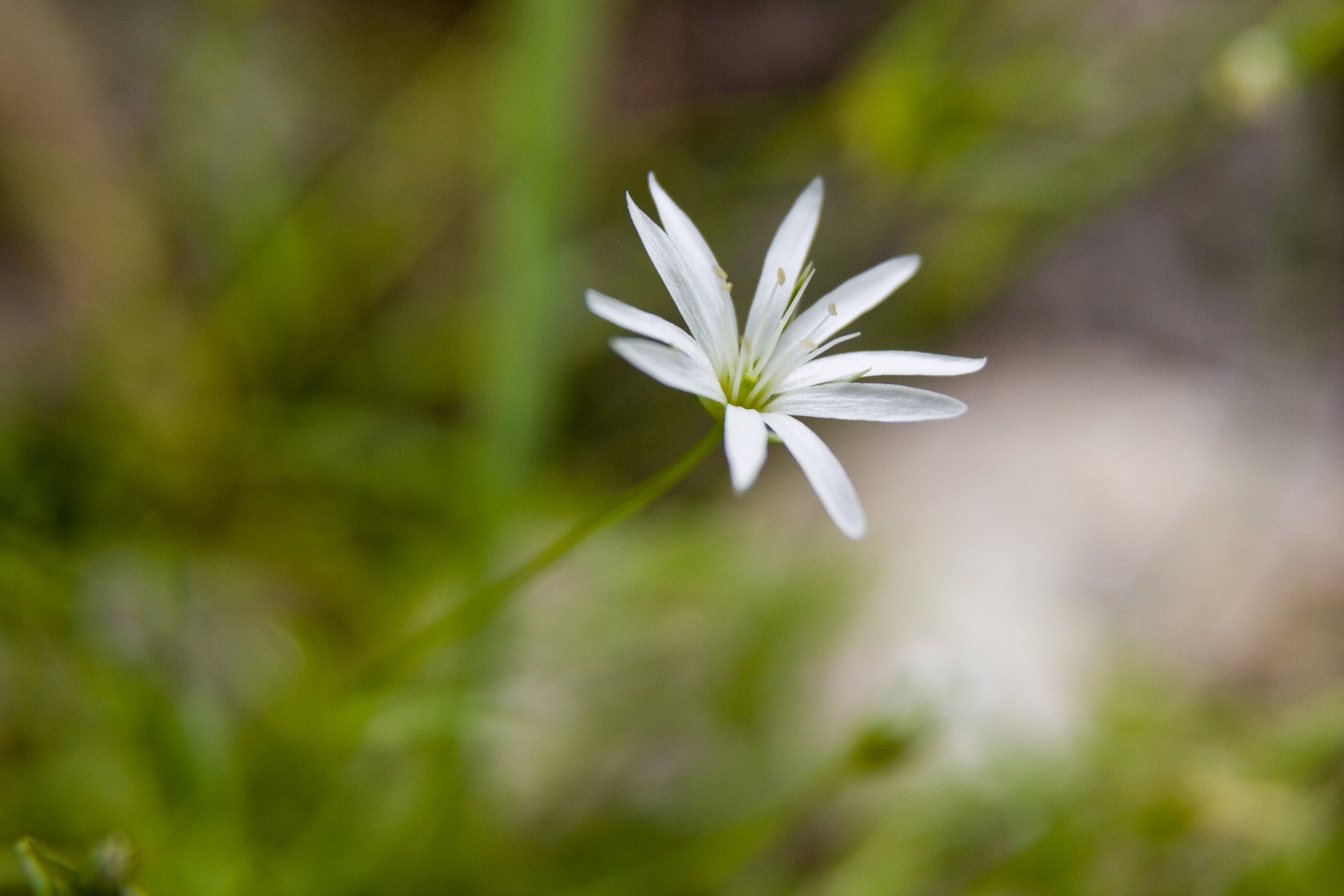
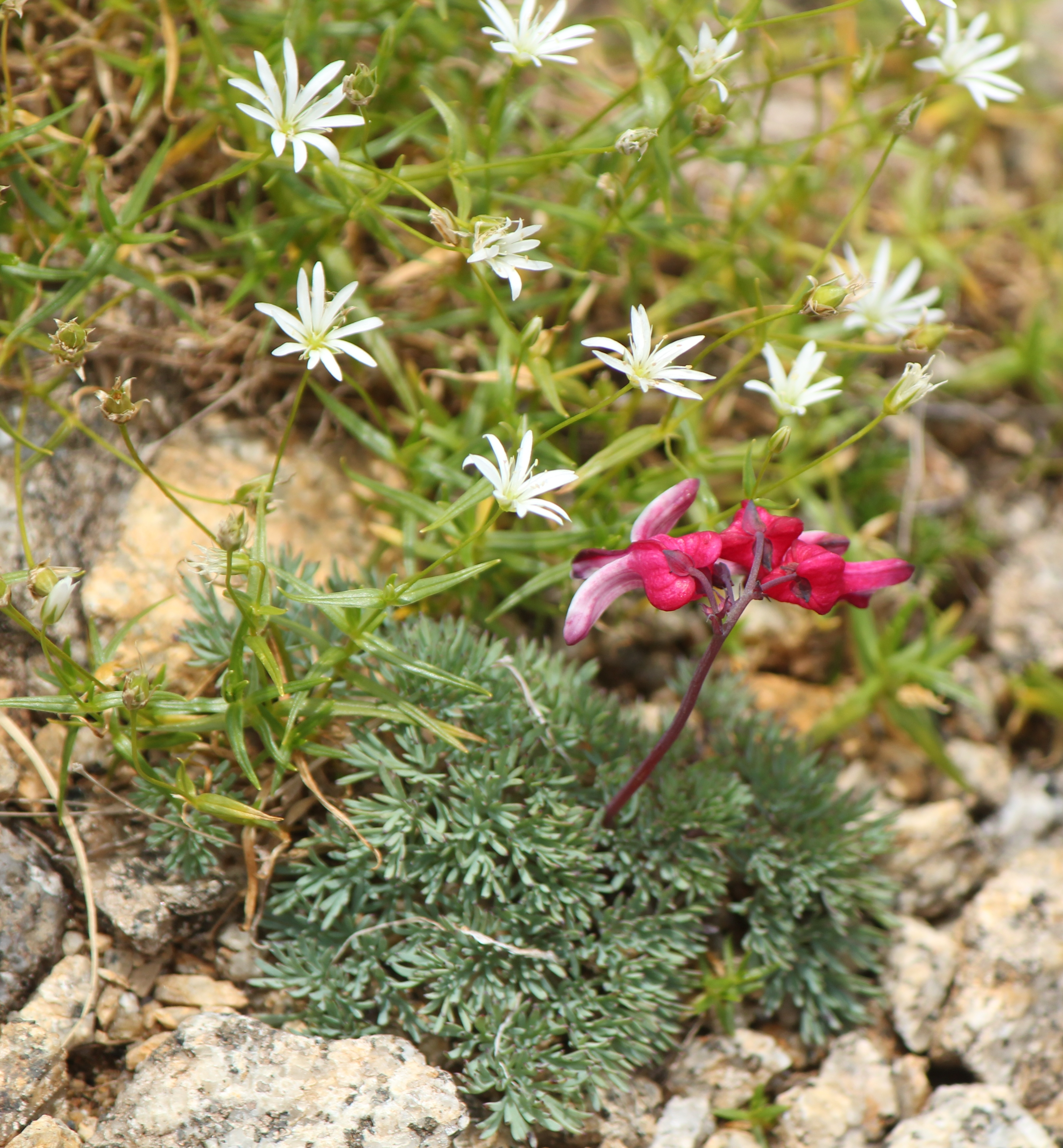
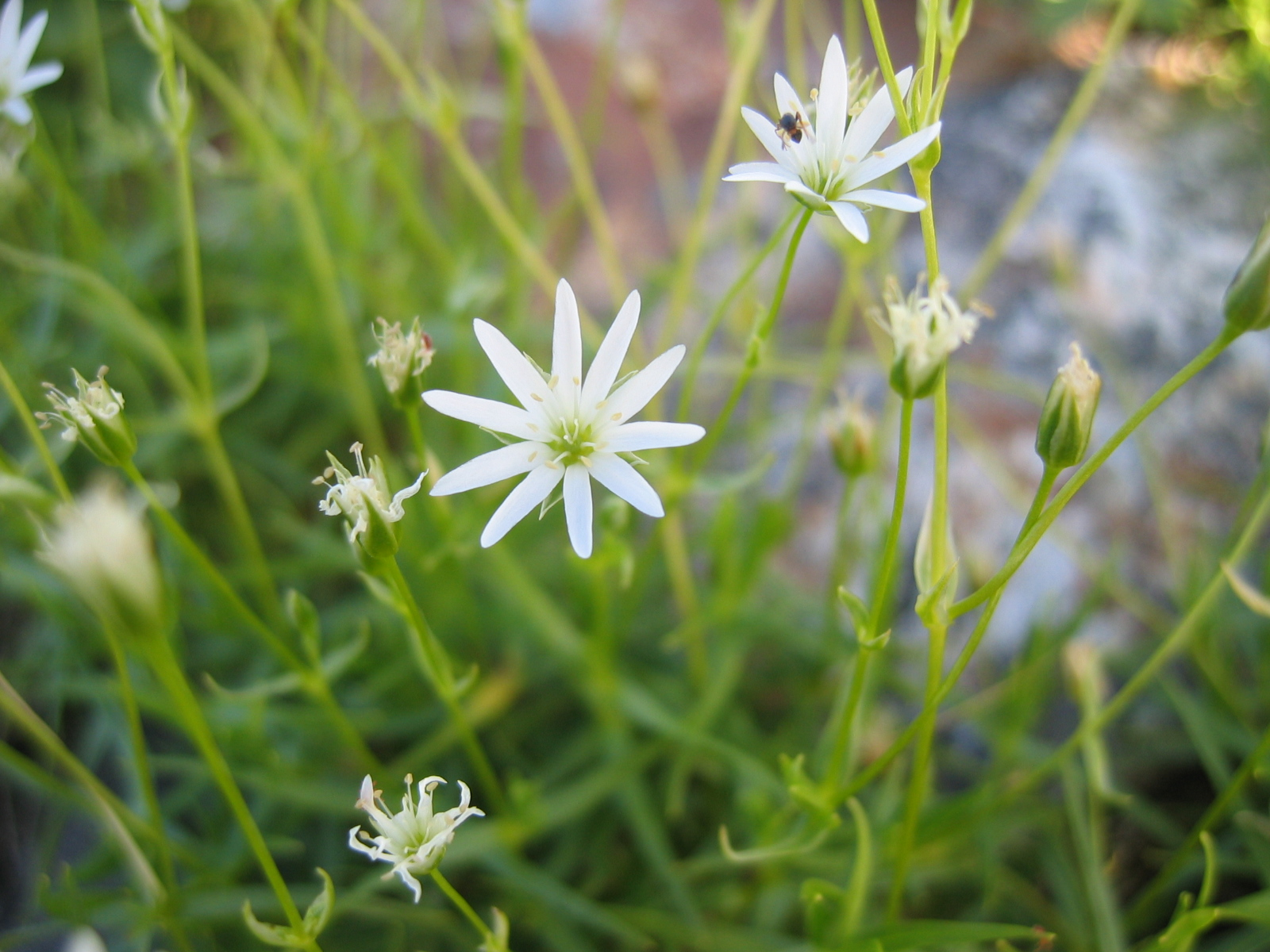
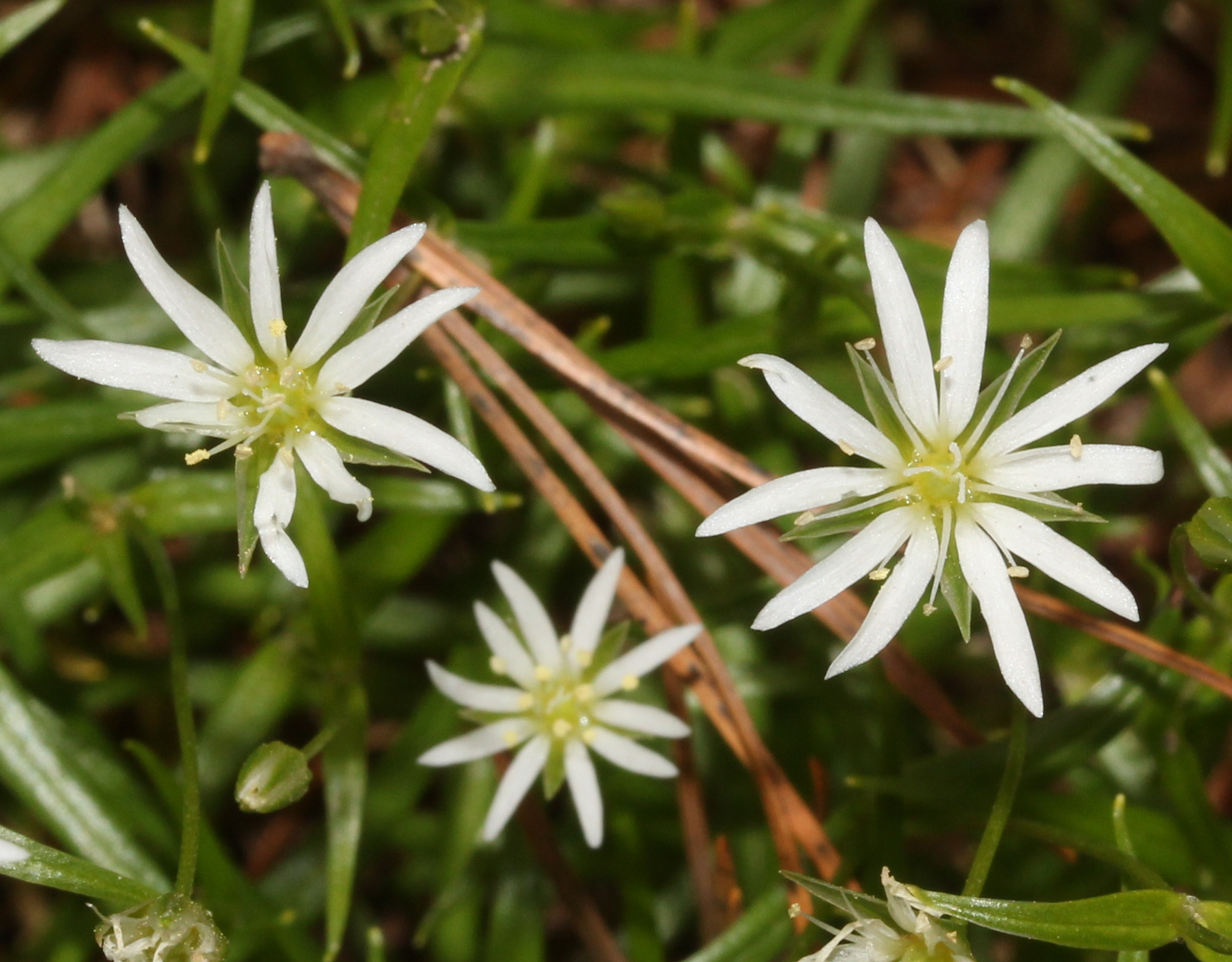